# Rheinkirmes

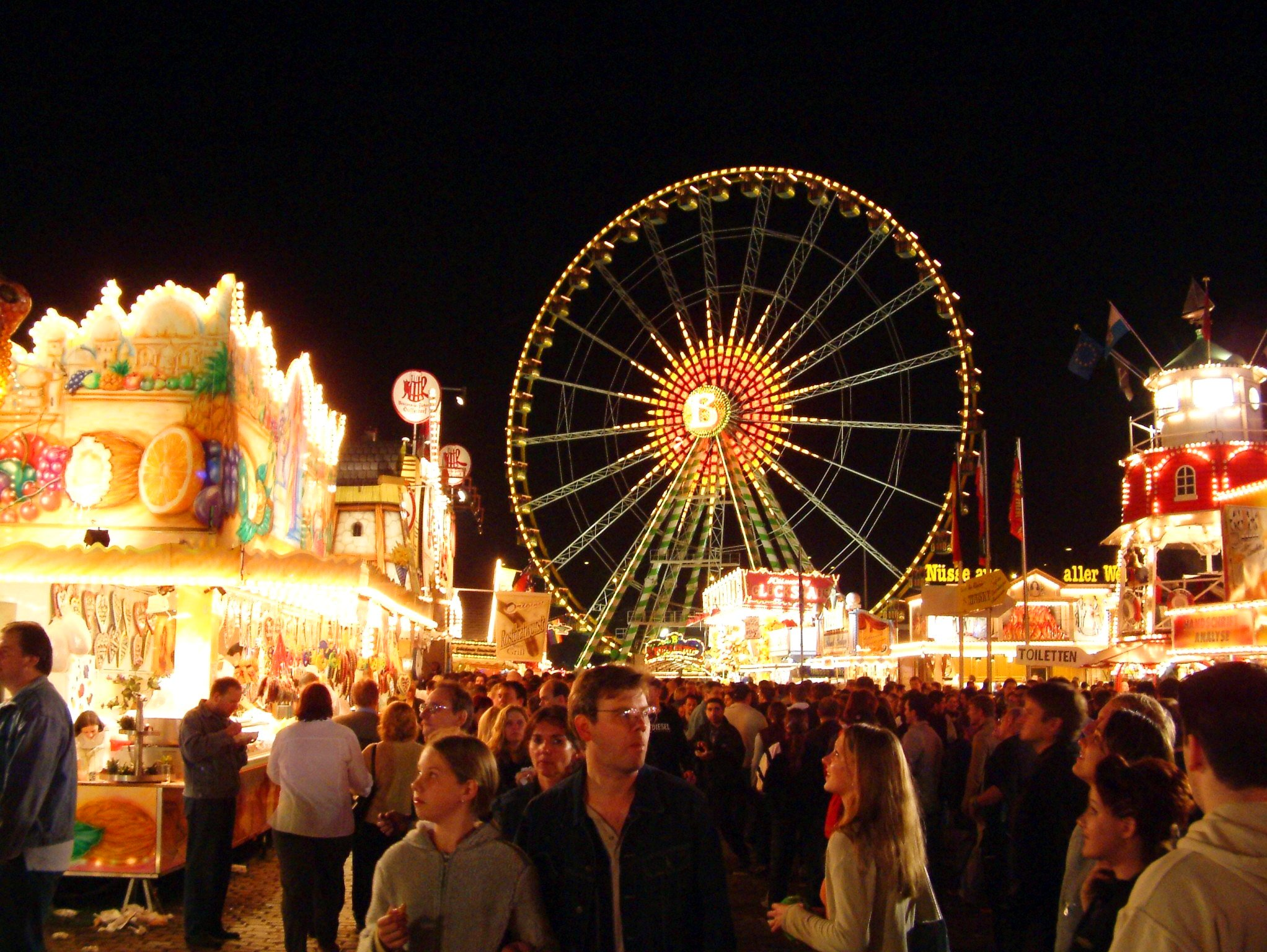
„Größte Kirmes am Rhein“ (2002)

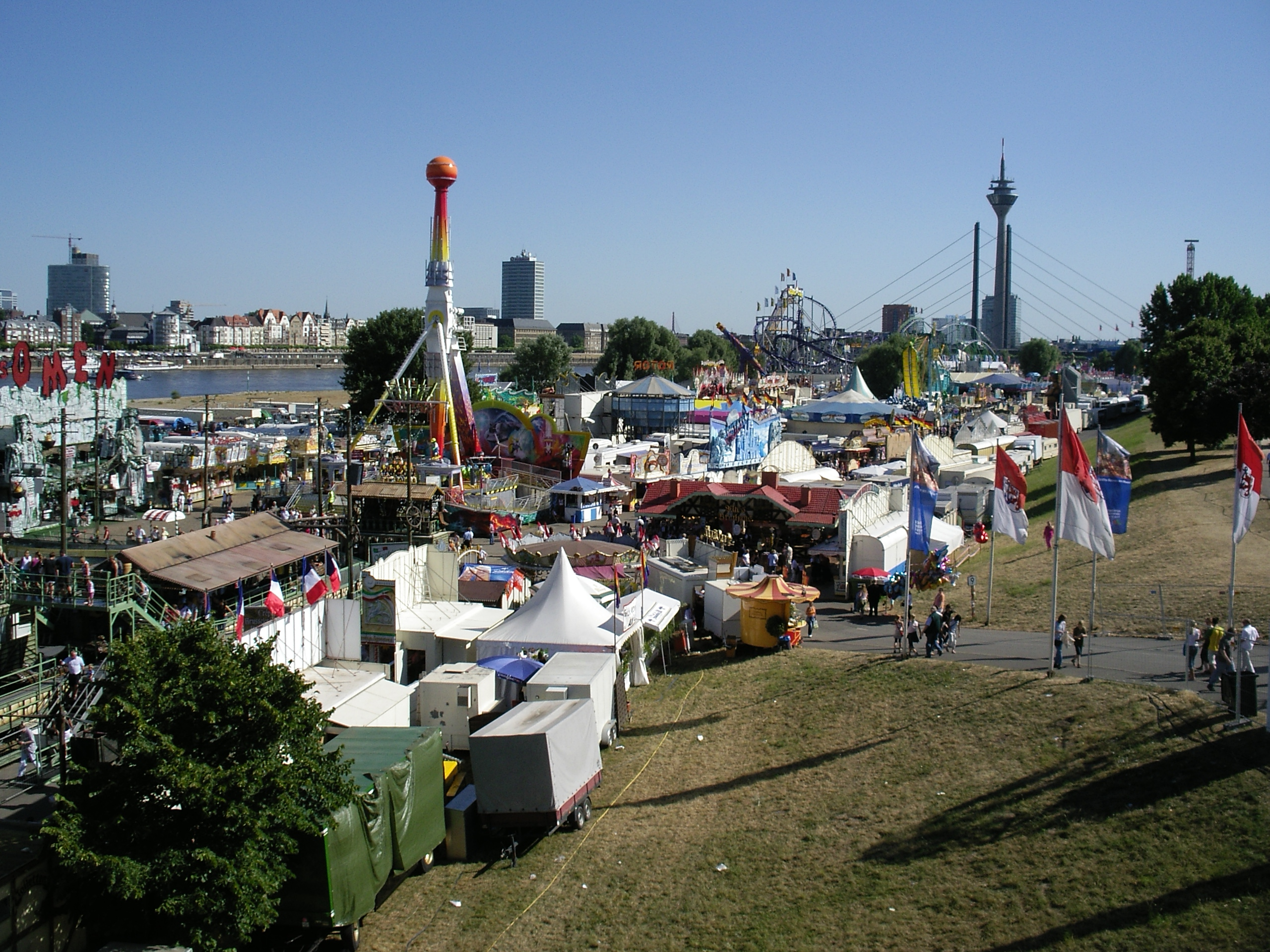
„Größte Kirmes am Rhein“ (2006)

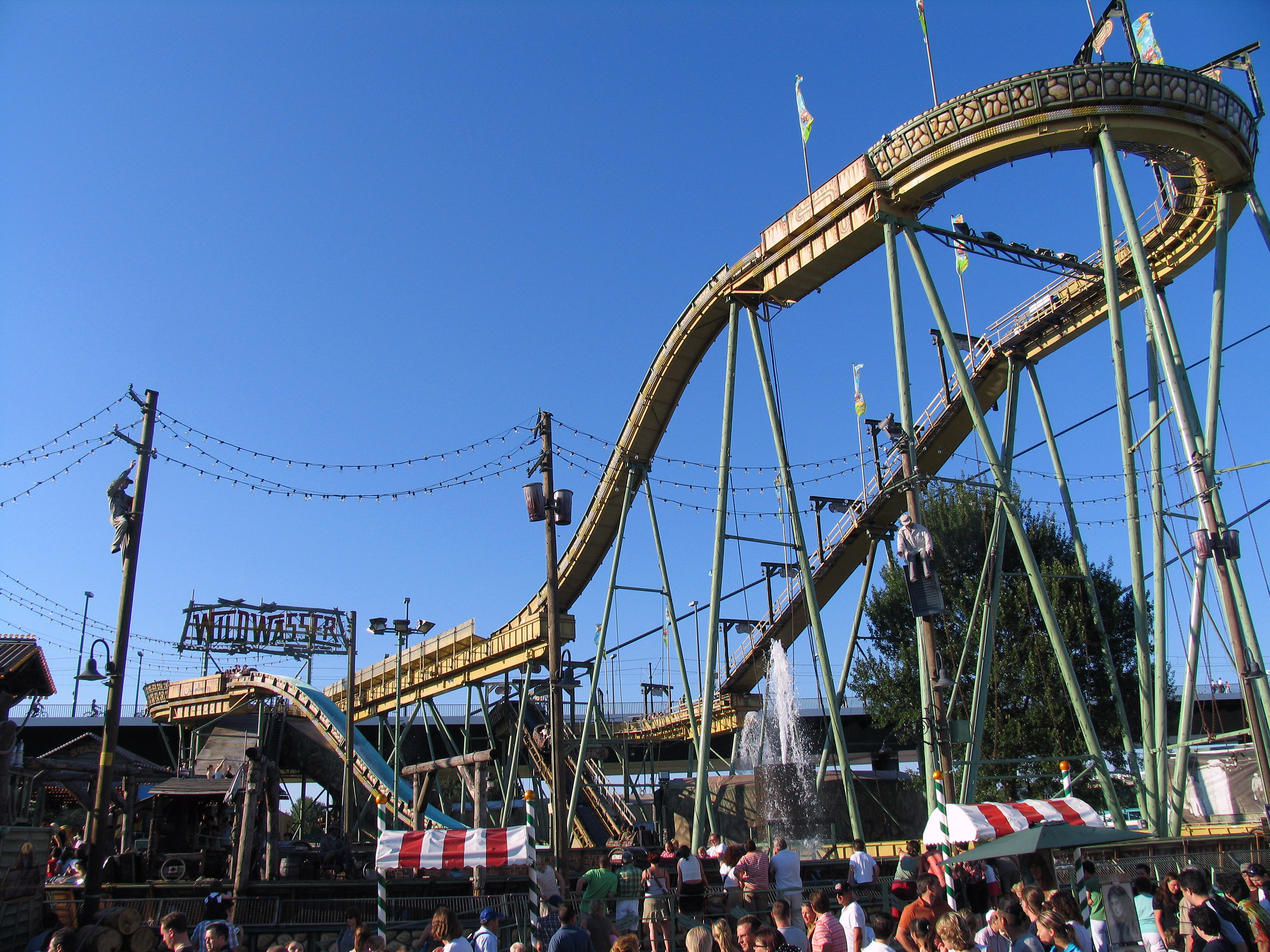
Wildwasserbahn (2006)

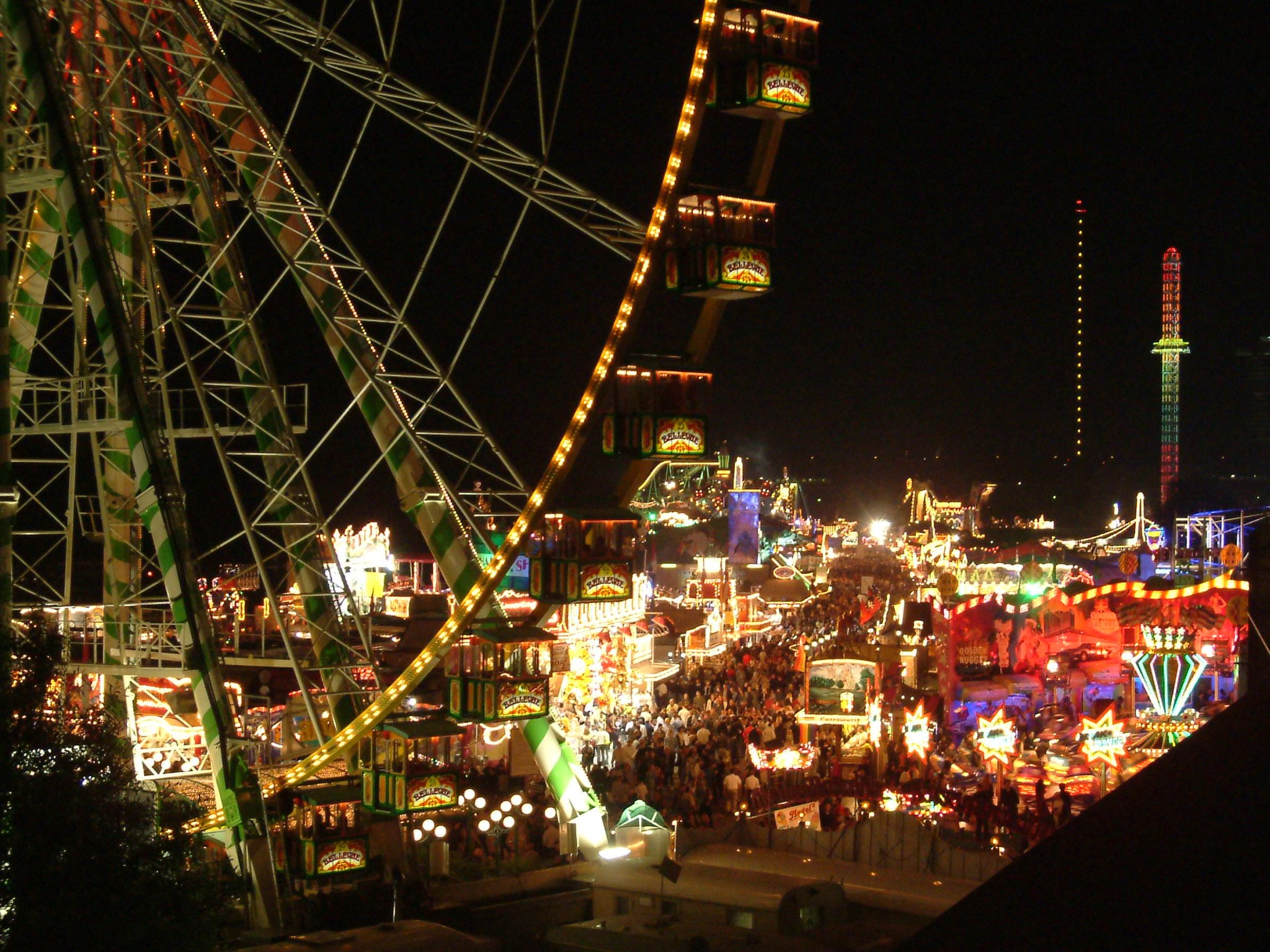
„Größte Kirmes am Rhein“ (2002)

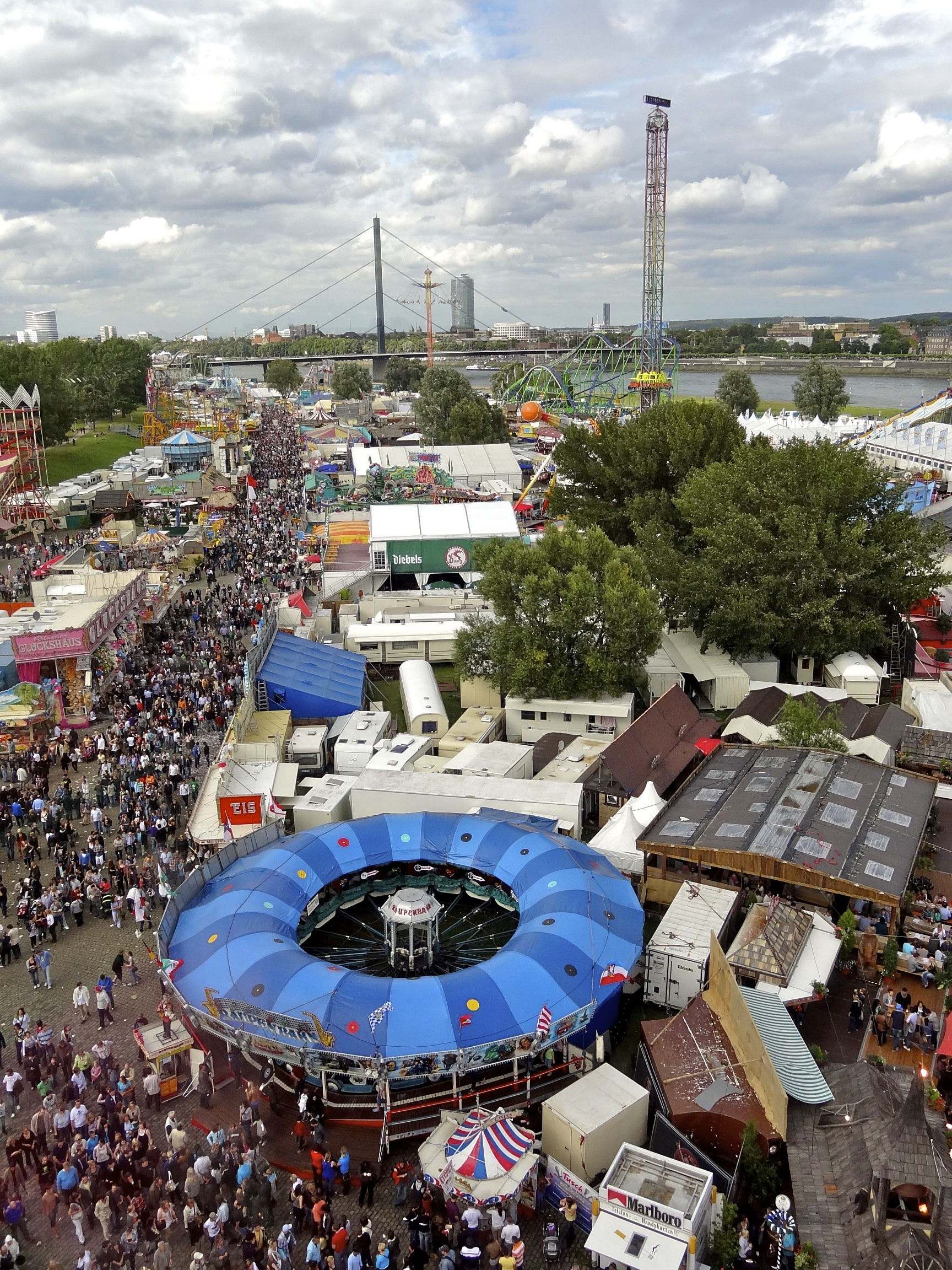
Blick vom Riesenrad (2011)

Die Rheinkirmes, bis 2022 offiziell Größte Kirmes am Rhein genannt, gehört mit jährlich rund vier Millionen Besuchern zu den größten Volksfesten in Deutschland. Das zehntägige Fest findet jährlich in der dritten Juliwoche auf der linksrheinischen Festwiese in Düsseldorf-Oberkassel statt.

## Geschichte

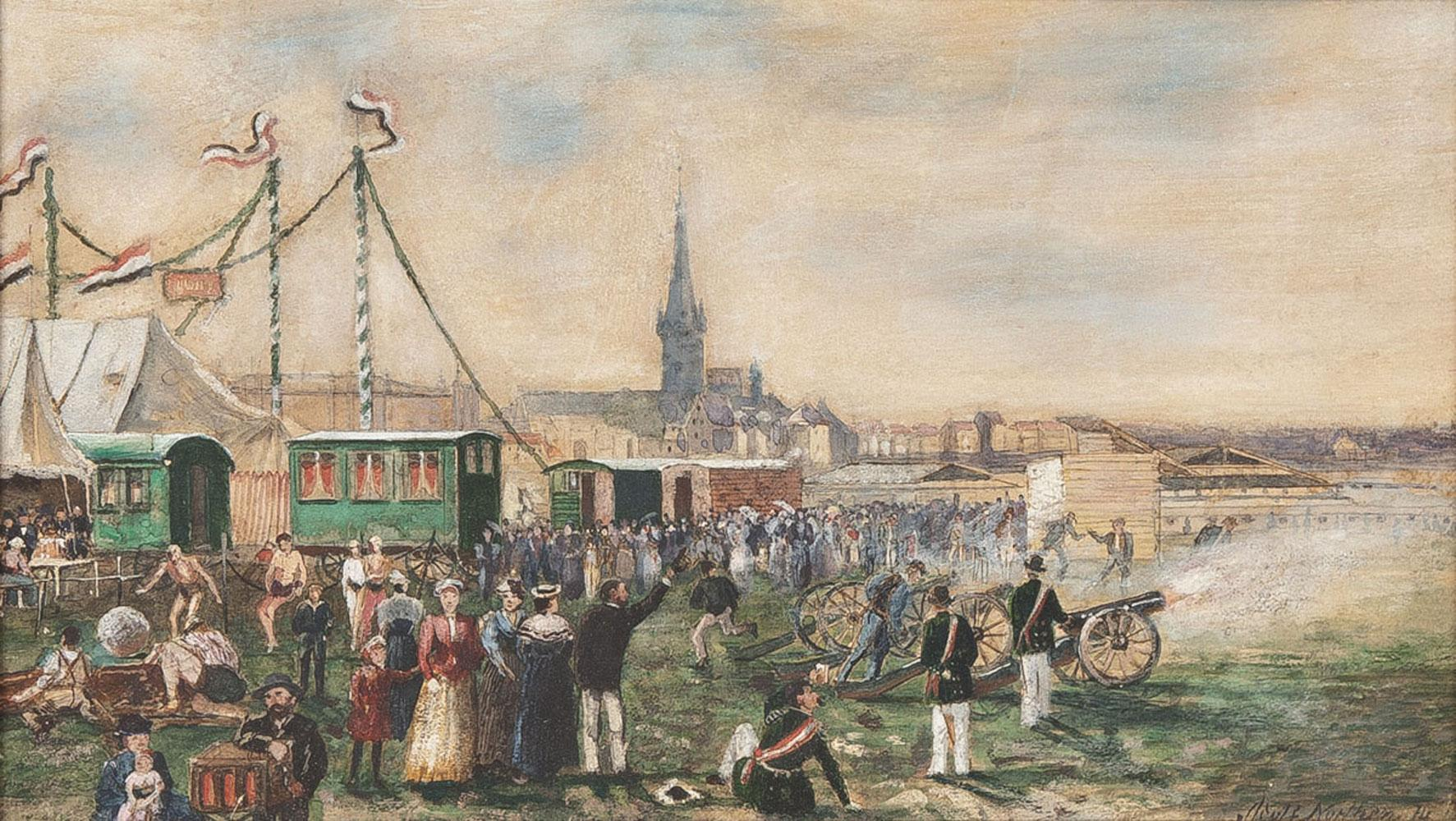
Kirmes in Düsseldorf, Adolph Northen, 1874, Darstellung der Kirmes auf der Golzheimer Insel

Die Rheinkirmes wird aus zwei Anlässen gefeiert:
1. Fest des Stadtpatrons St. Apollinaris von Ravenna
2. Kirchweihfest der katholischen Basilika St. Lambertus in der Düsseldorfer Altstadt

Ausgerichtet wird das Fest vom St.-Sebastianus-Schützenverein Düsseldorf 1316 e. V. Die Tradition des Vogelschießens anlässlich des Kirchweihfestes und des Stadtpatronatsfestes ist seit 1435 belegt. Im 16. Jahrhundert war das Volksfest sogar Anlass für die Brautwerber des englischen Königs Heinrich VIII., dessen künftige Ehefrau Anna von Kleve in Augenschein zu nehmen.
Seit 1901 ist die linksrheinische Festwiese in Düsseldorf-Oberkassel Austragungsort des Spektakels mit einem Ausblick auf das Panorama der Düsseldorfer Altstadt. Seit der Verlegung des Volksfestes auf die Oberkasseler Rheinwiesen hat sich die Bedeutung der Veranstaltung erheblich gewandelt. Die Besucherzahlen stiegen an und das Fest wurde auf 10 Tage ausgedehnt. Seit den 1970er Jahren entwickelte sich der Name „Größte Kirmes am Rhein“, welcher der gestiegenen Bedeutung des Festes Rechnung trägt. Mit heute vermutlich mehr als vier Millionen Besuchern aus dem In- und Ausland ist die Rheinkirmes das viertgrößte Volksfest in Deutschland und ein wichtiger Wirtschaftsfaktor für die Stadt Düsseldorf.
Seit 1977 sichern die Verkehrskadetten Düsseldorf den Verkehr um die Kirmes mithilfe der Polizei und des Ordnungsamtes ab.
2020 und 2021 fiel die Kirmes aufgrund der COVID-19-Pandemie aus.
Beim Kirmesfeuerwerk am 18. Juli 2025 ereignete sich ein schwerer Unfall, bei dem 19 Personen verletzt wurden (davon 4 schwer), weil ein Feuerwerkskörper in Höhe der Zuschauer explodierte. Am Boden und auf der Rheinkniebrücke gab es Schwerverletzte.

## Programm
Das Fest bezieht sich auf eine Reihe von Traditionen und folgt einem traditionellen Festverlauf. Höhepunkte sind:
- Freitag: 17 Uhr Eröffnung der Kirmes durch den Oberbürgermeister
- Samstag: 17 Uhr Abmarsch Großer Festzug zum Rathaus, anschließend Großer Zapfenstreich vor dem Rathaus
- Sonntag: 9.30 Uhr großer Festgottesdienst in der Altstadtkirche St. Lambertus, nachmittags historischer Festzug des Schützenvereins mit über 3.000 Aktiven durch die Altstadt mit Parade ab 16 Uhr auf der Reitallee im Hofgarten. Abends auf dem Festplatz Jungschützenkönigsschießen.
- Montag: Investitur (Amtseinführung) des Schützenkönigs auf dem Balkon des Rathauses. In den vergangenen 20 Jahren entwickelte sich der Brauch des „Pink Monday“. Montags treffen sich gut 50.000 Homosexuelle auf der Kirmes. Der Pink Monday ist somit das größte Event für Schwule und Lesben in Düsseldorf.
- Dienstag: gegen Abend Königsschuss auf dem Festplatz
- Donnerstag: abends Festgottesdienst in der Altstadt-Kirche St. Lambertus mit anschließender Reliquien-Prozession mit dem Apollinaris-Schrein durch die Altstadt
- Freitag: Krönungsball des neuen Schützenkönigs im Festzelt, abends Großer Zapfenstreich, ab 22.30 Uhr Großes Feuerwerk am Rheinufer
- Sonntag: zum Ausklang Tag der Interessengemeinschaft Düsseldorfer Schützenvereine (IGDS) auf dem Festplatz. Hier wird der Düsseldorfer Stadtkönig ermittelt.

Im Jahr 2008 gab es erstmals (und als Versuchsballon) eine entscheidende Änderung der Festfolge. Zusätzlich zum großen Schützenzug mit Parade am ersten Kirmessonntag fand ein Umzug zur Kirmeseröffnung am Samstag statt, der am Kirmesplatz begann und in der Altstadt endete. Höhepunkte des Samstags waren die Investitur der amtierenden Regimentsmajestät und der Zapfenstreich am Rathaus. Der vormalige kleine Umzug am Montag, der sonst mit der Investitur endete, entfiel.

## Namensstreit
Seit Jahren herrschte Streit zwischen den Ausrichtern des Festes und der katholischen Kirche in Düsseldorf um den Namen des Volksfestes. Die katholische Kirche wünschte eine Umbenennung der „Größten Kirmes am Rhein“ in „Apollinaris-Kirmes“, um den religiösen Hintergrund des Treibens zu betonen. Dies wurde vom ausrichtenden Schützenverein mit dem Argument abgelehnt, dass der Name der „Größten Kirmes am Rhein“ in den Köpfen der Menschen verankert und daher eine werbewirksame Marke war. Der bis Mitte 2023 noch gültig gewesene offizielle Titel hatte eine gewisse Tradition, seit den 1970er Jahren entwickelte sich der Name „Größte Kirmes am Rhein“, welcher der gestiegenen Bedeutung des Festes Rechnung trägt, heißt es auf der offiziellen Internetseite des Schützenvereins. Mitte 2023 wurde beschlossen, ihr den im Volksmund bereits üblichen Namen „Rheinkirmes“ auch offiziell zu geben.

## Größendisput
Fast schon traditionell streiten sich Einwohner und Fans der jeweiligen Veranstaltungen und Städte um den Titel „Größtes Volksfest in Deutschland“ bzw. „Größtes Volksfest in NRW“. Da das Maß „Größe“ hier nicht genau definiert ist, ist es möglich, je nach Berechnungsgrundlage dem Münchener Oktoberfest, dem Cannstatter Volksfest oder der Cranger Kirmes den Titel zuzusprechen.
Die Werte der vier größten Volksfeste in Deutschland:
| Name                   | Fläche (in ha) | Besucherzahl (2006/2008, in Millionen) | Dauer (in Tagen) | Besucher pro Tag (in Millionen) | Besucher pro m² |
| ---------------------- | -------------- | -------------------------------------- | ---------------- | ------------------------------- | --------------- |
| Münchener Oktoberfest  | 31             | 6,5                                    | 16               | 0,41                            | 21              |
| Cannstatter Volksfest  | 35             | 4,2                                    | 17               | 0,25                            | 12              |
| Größte Kirmes am Rhein | 17             | 4,2 (4,6*)                             | 10               | 0,42 (0,46)                     | 24              |
| Cranger Kirmes         | 8,3 (11)       | 4,5 (4,7)                              | 10               | 0,45 (0,47)                     | 54 (36)         |

(Werte Cranger Kirmes nach Polizeiangaben, in Klammern Werte des Veranstalters)
(* Vorjahreswert)

## Rezeption

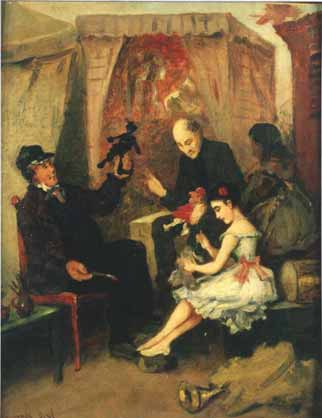
Puppenspieler auf der Kirmes, Gemälde von Julius Simmonds, Düsseldorf um 1870

„[…] Aber heut ist Kirmes, d. h.: ganz Düsseldorf trinkt Wein. Nicht als ob’s das nicht jeden andern Tag auch thäte, aber es geht spazieren dabei. Nicht als ob’s das nicht jeden andern Tag thäte, aber es wird getanzt in der gräßlichen Hitze und gejodelt, und sich betrunken, und wilde Thiere gezeigt, und Puppenspiel, und Waffeln auf offner Straße gebacken. Sie wissen ja, was Kirmes heißt. Als neugieriger Zuschauer muß ich auch noch spät Abends hin, jetzt aber erst mich etwas in den Rhein stürzen, mit vielen Malern, auch Stilke […].“